# Явти-Малі
Явти-Малі (пол. Jawty Małe, нім. Klein Jauth) — село в Польщі, у гміні Суш Ілавського повіту Вармінсько-Мазурського воєводства.
Населення — 109 осіб (2011).
У 1975-1998 роках село належало до Ельблонзького воєводства.

## Демографія
Демографічна структура станом на 31 березня 2011 року:
|          | Загалом | Допрацездатний вік | Працездатний вік | Постпрацездатний вік |
| -------- | ------- | ------------------ | ---------------- | -------------------- |
| Чоловіки | 60      | 15                 | 41               | 4                    |
| Жінки    | 49      | 12                 | 25               | 12                   |
| Разом    | 109     | 27                 | 66               | 16                   |